# Charopa
Charopa is een geslacht van weekdieren uit de klasse van de Gastropoda (slakken).

## Soorten
- Charopa bianca (Hutton, 1883)
- Charopa coma (Gray, 1843)
- Charopa longstaffae (Suter, 1913)
- Charopa macgillivrayana Iredale, 1913
- Charopa montivaga Suter, 1894
- Charopa pilsbryi (Suter, 1894)
- Charopa pseudocoma Suter, 1894